# Universitas-Preis für Wissenschaftsjournalismus
Der Universitas Preis für Wissenschaftsjournalismus wird seit 2008 von der Hanns Martin Schleyer-Stiftung verliehen.
Er richtet sich an  Journalisten, die „mit hoher fachlicher Kompetenz, intellektueller Sensibilität und profunder Medienerfahrung wissenschaftliche wie auch wissenschaftspolitische Themen aufgreifen und bürgernah vermitteln.“ Seine Absicht ist es, Publizisten zu prämieren, „die Wissenschaft und wissenschaftlichen Fortschritt auch in ihrer Wechselwirkung zu Politik, Wirtschaft und einer freiheitlichen Gesellschaft sichtbar machen.“ Er ist mit einem Förderpreis in Höhe von 10.000 Euro dotiert und wird alle zwei Jahre verliehen.

## Jurymitglieder
(Stand Januar 2017)
- Wolfgang M. Heckl, Generaldirektor Deutsches Museum München / Lehrstuhl für Wissenschaftskommunikation, School of Education, TU München
- Jürgen Kluge, Kluge & Partner, Düsseldorf
- Jürgen Mlynek, Humboldt-Universität zu Berlin
- Dagmar Reim, Ehemals Intendantin Rundfunk Berlin-Brandenburg (rbb), Berlin
- Babette Simon, Vorstandsvorsitzende und Medizinischer Vorstand, Universitätsmedizin Mainz
- Peter Strohschneider, Präsident Deutsche Forschungsgemeinschaft (DFG), Bonn
- Barbara Frenz, Geschäftsführerin der Hanns Martin Schleyer-Stiftung

## Preisträger
- 2008: Jeanne Rubner
- 2009: Hildegard Werth
- 2011: Karsten Schwanke
- 2013: Tanjev Schultz
- 2015: Stephan Karkowsky und Volker Stollorz
- 2017: Dagny Lüdemann
- 2019: Stephanie Kusma
- 2021: keine Verleihung
- 2023: keine Verleihung